# Angelita Pires
Angelita Maria Francisca Pires  (* 1969 (unsicher) in Portugiesisch-Timor) ist eine Osttimoresin. Sie trat bei den Präsidentschaftswahlen in Osttimor 2012 als unabhängige Kandidatin an. Unterstützt wurde sie von der Partei UNDERTIM.

## Leben
Pires wuchs im australischen Darwin auf, kehrte aber Anfang der 1990er nach Osttimor zurück. Ihre Familie blieb in Darwin. Ihr in Australien begonnenes Jurastudium schloss sie nie ab. Während der indonesischen Gefangenschaft des späteren Premierministers Xanana Gusmão besuchte Pires ihn im Gefängnis in Jakarta. Dabei soll sie eine Konkurrentin von dessen späterer Ehefrau Kirsty Sword Gusmão um die Aufmerksamkeit des FALINTIL-Chefs gewesen sein.
Bekannt wurde Pires als öffentliche Sprecherin und Geliebte des osttimoresischen Rebellenführers Alfredo Reinado, der bei dem Attentat vom 11. Februar 2008 auf Präsident José Ramos-Horta und Premierminister Xanana Gusmão ums Leben kam. Während der 17 Monate, in denen Reinado sich mit seinen Getreuen in der Wildnis Osttimors versteckt hielt, hatte sie ihn mehrfach besucht und auch Verhandlungen mit den Sicherheitskräften geführt. Pires wurde am 18. Februar als mutmaßliche Mittäterin verhaftet. Sie soll Reinado vor dem Attentat Unterschlupf gewährt haben. Nach einem Verhör wurde Pires aus der Haft entlassen und unter Hausarrest gestellt. Sie hatte ausgesagt, mit Reinado am Vortag nur zu Mittag gegessen zu haben. Von dessen weiteren Plänen hätte sie nichts gewusst. Bei den Männern Reinados galt Pires als ehrgeizige Frau, die möglichst nah an der Macht sein wollte. Nach Aussagen gefangener Rebellen und der Witwe eines Rebellen, der ebenfalls bei dem Attentatsversuch starb, soll sie Reinado zu Ramos-Hortas Haus geschickt haben. Die Witwe berichtete, ihr Mann hätte in der Nacht zuvor erzählt, Pires hätte ein Treffen mit dem Präsidenten arrangiert. Pires bestätigte in einer Aussage, dass Reinado in der Nacht vor dem Attentat bei ihr gewesen war. Bei Reinados Leichnam wurden 30.000 US-Dollar entdeckt, bei denen man vermutete, dass er sie von Pires erhalten habe. Sie bestritt dies, doch Ende April wurden auf einem Konto von Pires bei der australischen Darwin Commonwealth Bank 800.000 US-Dollar entdeckt, weitere 200.000 Dollar waren bereits abgebucht worden.
Am 3. März 2009 wurde Angelita Pires zusammen mit 27 anderen Personen in Zusammenhang mit dem Attentat angeklagt. Pires galt als Initiatorin des Anschlags. Ihr wurde vorgeworfen, sie habe Reinado am Vortag Marihuana gegeben, um ihn furchtlos zu machen. Die Staatsanwaltschaft forderte für sie zunächst drei Jahre Haft, später 20 Jahre. Pires erklärte sich als nicht schuldig. Am 3. März 2010 fielen die Urteile. Angelita Pires und drei weitere Personen wurden freigesprochen. 24 Angeklagte erhielten Haftstrafen. Nach ihrer Freilassung verbrachte Pires das folgende Jahr in Darwin.
Bereits im Juni 2011 kündigte Pires in Dili an, sie wolle bei den anstehenden Präsidentenwahlen 2012 antreten und eine Partei gründen. Die offizielle Erklärung erfolgte am 26. Januar 2012. Pires schied bei der ersten Runde der Wahlen am 17. März 2012 auf dem letzten Platz mit 0,37 % der Stimmen aus. Am 7. Juli trat sie auf der Liste der UNDERTIM bei den  Parlamentswahlen 2012 an.

## Sonstiges
Neben ihrer osttimoresischen hat Pires auch die australische Staatsbürgerschaft.
Pires war beim Tode von Reinado von ihm schwanger, verlor aber das Kind. Sie ist nun mit dem Anwalt Jon Tippett aus Darwin verheiratet, der die Verteidigung von Pires im Prozess um das Attentat vom 11. Februar 2008 leitete.